# Sam Mbah
Sam Mbah (ur. 1963 w Enugu, zm. 6 listopada 2014) – nigeryjski pisarz, prawnik oraz działacz anarchistyczny.

## Życiorys
Urodził się w 1963 w Enugu. Studiował na Uniwersytecie w Lagos, gdzie zainteresował się ideologią anarchistyczną. Po rozpadzie Związku Radzieckiego, Mbah zaczął odchodzić od marksizmu, którym był początkowo zainteresowany. Do jego poglądów, poza już wcześniej obecnym antykapitalizmem, dołączył również antyetatyzm.
Pracował jako korespondent dla wydawanej w Enugu gazety Daily Star. Od lat 90. był aktywnym działaczem anarchistycznej nigeryjskiej organizacji Awareness League. Później działał również na rzecz praw człowieka, ochrony środowiska i walki z korupcją. Był autorem wielu artykułów, w których dotykał takich tematów jak polityka, środowisko, antropologia czy anarchizm. W 1997, razem z I.E. Igariway, opublikował książkę African Anarchism: The history of a movement.

### Śmierć
Sam Mbah miał problemy z sercem, które nasiliły się z początkiem 2014. Na jesieni tego samego roku, m.in. dzięki zagranicznej pomocy finansowej, udał się do Indii, aby przejść operację. Po powrocie do Nigerii jego stan zaczął się powoli polepszać, jednak w początku listopada nagle uległ pogorszeniu. Sam Mbah został przewieziony do szpitala, gdzie zmarł 6 listopada z powodu „narastających komplikacji związanych z chorobą serca”.

## Wybrane publikacje
- African Anarchism: The history of a movement (razem z  I.E. Igariway; 1997)[5]
- A history of Ugbawka from pre-colonial times to the present (1997)[8]
- African Socialism: An Anarchist Critique (razem z  I.E. Igariway); polskie wydanie: Anarchistyczna krytyka socjalizmu afrykańskiego (2005)[9]